# Trey Sweeney
Trey Thomas Sweeney (Louisville, Kentucky, 24 de abril de 2000), más conocido como Trey Sweeney, es un jugador profesional estadounidense de béisbol que se desempeña en la posición de campocorto en Detroit Tigers, equipo de las Grandes Ligas de Béisbol (MLB).

## Carrera
En 2024, Sweeney hizo su debut en la MLB con el equipo Detroit Tigers, donde lleva jugando una temporada.